# Rifugio Vittorio Emanuele II
Das Rifugio Vittorio Emanuele II (ital.) oder Refuge Victor-Emmanuel II (frz.) ist eine Schutzhütte der Sektion Turin des Club Alpino Italiano (CAI). Es liegt in den Grajischen Alpen auf einer Höhe von 2732 m s.l.m. Namensgeber ist der italienische König Viktor Emanuel II. Er erwarb ab 1854 das Gebiet des heutigen Nationalparks Gran Paradiso als Jagdrevier und bewachte es streng, womit er zum Schutz der Steinböcke beitrug.
Die Hütte liegt auf der Ostseite des Valsavarenche-Tal auf der Montcorvé-Hochfläche an einem kleinen See. Ihre Bauform erinnert an eine „Luftschiffhalle“, eine Halbtonne mit Aluminiumdach. Diese Hütte und die etwas weiter nördlich gelegene Chabod-Schutzhütte sind die am häufigsten benutzen Stützpunkte für eine Besteigung des Gran Paradiso.

## Geschichte
Die ursprüngliche Hütte wurde 1884 gebaut und 1910 umgebaut und erweitert. 1954 wurde wenige Meter unterhalb eine neue Hütte errichtet, diese wiederum wurde 1963 erweitert und umgebaut. Die alte Hütte besteht auch noch und dient als Winterquartier und Notlager. Neue und alte Hütte haben denselben Namen und gehören beide der Sektion Turin des CAI.

## Anstieg
Der Anstieg zur Hütte beginnt in Pont, einem Ortsteil von Valsavarenche, am Ende der Straße durch das Valsavarenche-Tal. Zunächst geht es weiter taleinwärts in südlicher Richtung. Bald nach einem in Wasserfällen herabkommenden Bach führt der Weg östlich den Hang hinauf, zunächst durch lichten Wald, später über Wiesen- und Moränengelände. Für den keinerlei technische Schwierigkeiten aufweisenden Anstieg von Pont sind 2½ Stunden zu veranschlagen.

## Tourenmöglichkeiten
Folgende Gipfel können von der Hütte erreicht werden:
- Gran Paradiso (Grand Paradis) (4061 m)
- Becca de Montcorvé (3875 m)
- Charforon (3640 m)
- Becca de Montchair (3544 m)
- Mont Tresenta (3609 m)